# Smutné pondělí
Smutné pondělí (též skleslé; anglicky Blue Monday) je pojmenování užívané pro „nejdepresivnější den roku“. Připadá na třetí pondělí v lednu. Pojem zavedl v roce 2005 Cliff Arnall, britský psycholog z Cardiffské univerzity.
Podle Arnallova tvrzení vychází určení dne ze vzorce, který zahrnuje meteorologické (krátký den, málo slunečního světla), psychologické (vědomí nedodržení novoročních předsevzetí) a ekonomické (povánoční nutnost splácet půjčky spojené s nákupy dárků) faktory.
Až dosud Smutné pondělí připadalo na dny:
- 24. leden 2005
- 23. leden 2006
- 22. leden 2007
- 21. leden 2008
- 19. leden 2009
- 25. leden 2010
- 24. leden 2011
- 23. leden 2012
- 21. leden 2013
- 20. leden 2014
- 19. leden 2015
- 18. leden 2016
- 16. leden 2017
- 15. leden 2018
- 21. leden 2019
- 20. leden 2020
- 18. leden 2021
- 17. leden 2022
- 16. leden 2023
- 15. leden 2024
- 20. leden 2025

## Kontroverze pojmu
Pojem je často citován v médiích, je ale považován za pseudovědu; Cliff Arnall prý pojem původně vymyslel jako reklamu pro cestovní kancelář. Podle deníku The Guardian Cardiffská univerzita uvedla, že s ní Arnall ukončil spolupráci deset měsíců před zveřejněním algoritmu.
Na druhou stranu pondělí obecně patří mezi nejméně oblíbené dny a podle Českého statistického úřadu právě tento den lidé páchají nejvíce sebevražd.